# Banaran (Galur)
Banaran is een bestuurslaag in het regentschap Kulon Progo van de provincie Jogjakarta, Indonesië. Banaran telt 5015 inwoners (volkstelling 2010).